# Hans Mommsen
 Der er for få eller ingen kildehenvisninger i denne artikel, hvilket er et problem. Du kan hjælpe ved at angive troværdige kilder til de påstande, som fremføres i artiklen.

Hans Mommsen (født 5. november 1930 i Marburg, død 5. november 2015 i Tutzing) var en af de mest kendte samtidshistorikere i Tyskland.
Som efterkommer af den berømte oldtidshistoriker Theodor Mommsen og som søn af historikeren Wilhelm Mommsen var det hurtigt klart, at også Hans Mommsen ville vælge den vej. Hans Mommsens tvillingebror Wolfgang Mommsen er også en berømt historiker.

## Værker
Især arbejdet med fortolkningen af Weimarrepublikken og Nazi-Tyskland (1918 - 1945)  har været i centrum af Hans Mommsens forskning. Hans arbejde med polykratimodellen som forklaring på det nazistiske styre er blevet alment anerkendt.
Han er fortaler for den funktionalistiske skole, der i modsætning til den intentionalistiske skole lægger vægt på den enkelte tyskers ansvar for nazisternes forbrydelser. Således angriber han den funktionærmentalitet, der prægede mange tyskeres holdning til Nazi-Tyskland, hvor alle fra politibetjenten til togføreren, der kørte jøder til udryddelseslejrene, adlød ordrer, hvis konsekvenser var grusomme.
Han har ofte talt mod at historiegøre nazi-tiden af frygt for, at den skulle blive glemt som en del at tyskernes bevidsthed om sig selv og deres land.